# Ladislav Michalík
Ladislav Michalík (* 6. listopadu 1941) je bývalý český Fotbalový útočník.

## Fotbalová kariéra
V československé lize hrál za Baník Ostrava (1961–1973), odehrál 202 utkání a vstřelil 46 branek. V sezóně 1965/66 se stal s 15 góly nejlepším ligovým střelcem. V Poháru UEFA nastoupil ve 2 utkáních. Jednou nastoupil v československém reprezentačním B-mužstvu.

## Ligová bilance
| Ročník                                   | Zápasy | Góly | Klub          |
| ---------------------------------------- | ------ | ---- | ------------- |
| 1. československá fotbalová liga 1960/61 | 2      | 0    | Baník Ostrava |
| 1. československá fotbalová liga 1961/62 | -      | 0    | Baník Ostrava |
| 1. československá fotbalová liga 1962/63 | -      | 0    | Baník Ostrava |
| 1. československá fotbalová liga 1963/64 | -      | 9    | Baník Ostrava |
| 1. československá fotbalová liga 1964/65 | -      | 5    | Baník Ostrava |
| 1. československá fotbalová liga 1965/66 | -      | 15   | Baník Ostrava |
| 1. československá fotbalová liga 1967/68 | 15     | 1    | Baník Ostrava |
| 1. československá fotbalová liga 1968/69 | 22     | 3    | Baník Ostrava |
| 1. československá fotbalová liga 1969/70 | 29     | 2    | Baník Ostrava |
| 1. československá fotbalová liga 1970/71 | 19     | 5    | Baník Ostrava |
| 1. československá fotbalová liga 1971/72 | -      | 5    | Baník Ostrava |
| 1. československá fotbalová liga 1972/73 | -      | 1    | Baník Ostrava |
| CELKEM                                   | 202    | 46   |               |